# Akrites
Akrites (greacă Ακρίτες) este un oraș în Grecia în prefectura Kastoria.